# パナソニック エコシステムズ
パナソニック エコシステムズ株式会社（英: Panasonic Ecology Systems Co., Ltd.）は、換気設備など環境関連事業を手掛ける日本の電機メーカー。長らく松下精工株式会社（まつしたせいこう、英: Matsushita Seiko Co., Ltd.）と称していた。毎年度の営業利益率が高く、パナソニック34事業部の中でも指折りの優良事業部のひとつ。1909年（明治42年）創業の老舗メーカー。略称は「PES」。

## 概要
2002年10月、松下電器グループの事業再編に伴い、株式交換によって松下電器産業（現・パナソニック）の完全子会社となった。その後も法人格を維持し、パナソニックの環境事業を担っている。形式的には別会社だが、実際にはパナソニック(株)を構成する主要な事業部のひとつとして位置付けられており、人事諸制度なども同等である。
「空気・水・土壌・エネルギーの環境技術でグローバルに貢献する」という経営スローガンを掲げ、健康で快適な室内空気質を実現する「IAQ分野」と、環境負荷を低減する「環境エンジニアリング分野」で、「人と地球に優しい環境」の実現をめざしている。
換気設備、空気清浄機、大型送風機など室内空気質（IAQ）に関連する製品を数多く提供しており、国内外の製造拠点からアジア、北米、中東、欧州などへもグローバル展開している。特に、家庭用・業務用の換気システムにおいてはグローバルシェアNO.1を誇る。また、工場のゼロエミッション実現を支援する事業や、道路トンネルや地下鉄施設の大型換気システムなどのインフラ設備事業にも取り組んでいる。
パナソニックブランドに加え、ラテンアメリカ、香港、東南アジア及び中東地域では創業の川北電気ブランドであるKDKブランドも使用し続けており、今日まで広く浸透している。

## 歴代社長
松下精工
松下エコシステムズ

パナソニックエコシステムズ

|      | 氏名     | 在任期間              |
| ---- | -------- | --------------------- |
| 初代 | 平田爲   | 2003年1月 - 2009年3月 |
| 2代  | 伊藤清文 | 2009年4月 - 2011年3月 |
| 3代  | 田中昌行 | 2011年4月 - 2012年5月 |
| 4代  | 吉村元   | 2012年6月 - 2014年5月 |
| 5代  | 前田潔   | 2014年6月 - 2018年3月 |
| 6代  | 小笠原卓 | 2018年4月 - 2025年3月 |
| 7代  | 重弘耕良 | 2025年4月             |

## 主な製品

### IAQ分野
- 扇風機
- 空気清浄機
- 衣類乾燥除湿機
- 気化式加湿機
- ふとん乾燥機
- 食器乾燥機
- レンジフード(「ほっとクリーンフード」シリーズの一部は富士工業のOEM)
- ハンドドライヤー
- シーリングファン
- 換気設備・換気システム
- 浴室暖房換気乾燥機
- ミストサウナ

### 環境エンジニアリング分野
- トンネル集塵システム
- 排ガス処理設備
- クリーンルーム
- 排水廃液処理システム
- オンサイト水供給装置
- 超純水製造装置
- バラスト水処理装置
- 薬液リサイクルシステム
- 土壌・地下水浄化
- 畜産システム
- ファサードシステム
- 太陽光発電システム

## 沿革
- 1909年（明治42年）7月 - 川北電気企業社として創業。
- 1912年（大正2年） - 日本初の国産交流扇風機「タイフーン」を量産開始。
- 1917年（大正6年） - 株式会社に改組、株式会社川北電気製作所に商号変更。当時個人経営で窮地にあった松下幸之助に扇風機の碍盤を大量発注、松下電気器具製作所（現・パナソニック）創業の元手となる[3]。
- 1945年（昭和20年）11月 - 最終的に日本電気精器株式会社（現・TDKラムダ）に合併され、日本電気精器大阪製作所となる。
- 1956年（昭和31年）5月15日 - 松下電器産業（現・パナソニック）と日本電気精器の出資により、日本電気精器大阪製作所は大阪電気精器株式会社として新たに発足する。
- 1958年（昭和33年） - 公共住宅用換気扇（ナショナル換気扇1号機）を発売。
- 1962年（昭和37年）
  - 8月 - 松下精工株式会社に商号変更。
  - 10月 - 東証・大証（両市場とも現在の東証）2部に上場。 家庭用の空気清浄機第1号機を発売。
- 1968年（昭和43年）2月 - 東証・大証（両市場とも現在の東証）1部市場に指定替え。
- 1971年（昭和46年）10月 - 名証1部に上場。
- 1982年（昭和57年）7月 -  香港に国際電扇製造有限公司（現・パナソニック エコソリューションズ香港）を設立。
- 1990年（平成2年） -  ベトナムの国家プロジェクトであったハイバントンネル建設にあたり、電気集じん立坑送排気システムを納入。
- 2001年（平成13年）3月 -  松下精工グループ国内外全15事業場でISO 14001の認定取得完了。
- 2002年（平成14年）
  - 9月25日 - 松下グループの事業再編に伴い、株式上場廃止[4]。
  - 10月1日 - 松下電器産業（現・パナソニック）の完全子会社となる[4]。
- 2003年（平成15年）1月 - 松下エコシステムズ株式会社に商号変更。本社を大阪市城東区から愛知県春日井市に移転。
- 2007年（平成19年）4月1日 - 湘南松下エコシステムズ株式会社を吸収合併[5]。
- 2008年（平成20年）10月1日 - パナソニック エコシステムズ株式会社に商号変更。
- 2009年（平成21年）1月 - 天井埋込形換気扇DCモータータイプが「平成20年度省エネ大賞」の「資源エネルギー庁長官賞」を受賞。
- 2011年（平成23年）4月1日 - 国内関係会社の再編に伴い、株式会社ベンテックがパナソニック エコシステムズ小矢部株式会社とパナソニック エコシステムズ大阪株式会社を吸収合併し「パナソニック エコシステムズ ベンテック株式会社」に商号変更。また、パナソニック環境エンジニアリング株式会社を存続会社とし、ナベック株式会社を統合[6]。
- 2015年（平成27年）1月28日 - 洗浄機能付自動運転レンジフードが「平成26年度省エネ大賞」の「経済産業大臣賞」を受賞。
- 2015年（平成27年）4月8日 - 北米市場向け換気扇が米国環境保護庁の「エナジー・スター(R) パートナー・オブ・ザ・イヤー」の最高賞を受賞。
- 2015年（平成27年）5月20日 - 創風機「Q」を発売。
- 2017年（平成29年）7月6日 - 愛知県春日井市にある同社の倉庫からアリが発見され、同月10日に名古屋港でも見つかった強毒で知られる外来種ヒアリである事が環境省により確認された。国内の内陸部で発見されたのは同社の倉庫が初めてである。

## 主要子会社
- パナソニック環境エンジニアリング株式会社
- パナソニック エコシステムズ ベンテック株式会社
- パナソニック エコシステムズ共栄株式会社（特例子会社）
- パナソニック エコソリューションズ香港株式会社
- パナソニック エコシステムズ広東有限公司
- パナソニック エコシステムズ広東有限公司　北京分公司
- パナソニック エコシステムズ広東有限公司　蘇州分公司
- パナソニック エコシステムズ タイ株式会社
- パナソニック エコソリューションズ マレーシア株式会社
- パナソニック エコソリューションズ ノースアメリカ株式会社
- パナソニック エコシステムズ アメリカ株式会社
- KDKマレーシア株式会社
- KDKインドネシア株式会社